# Copa COSAFA Femenina 2023
La Copa COSAFA Femenina 2023 fue la undécima edición del Campeonato Femenino COSAFA. Se disputó entre el 4 al 15 de octubre en Sudáfrica.

## Participantes
| - Angola - Botsuana - Suazilandia - Comoras - Lesoto - Madagascar | - Malaui - Zimbabue - Mozambique - Namibia - Sudáfrica - Zambia |

## Fase de grupos

### Grupo A
| Pos. | Equipo      | Pts. | PJ | G | E | P | GF | GC | Dif. | Clasificación                 |
| ---- | ----------- | ---- | -- | - | - | - | -- | -- | ---- | ----------------------------- |
| 1    | Malaui      | 9    | 3  | 3 | 0 | 0 | 15 | 4  | +11  | Clasificado a las Semifinales |
| 2    | Sudáfrica   | 6    | 3  | 2 | 0 | 1 | 9  | 5  | +4   |                               |
| 3    | Suazilandia | 3    | 3  | 1 | 0 | 2 | 2  | 12 | −10  |                               |
| 4    | Madagascar  | 0    | 3  | 0 | 0 | 3 | 3  | 8  | −5   |                               |

Actualizado a los partidos jugados el 10 de octubre de 2023.
 Fuente: COSAFA
| Fecha                        | Lugar         |             |                        | Resultado |                        |             |
| ---------------------------- | ------------- | ----------- | ---------------------- | --------- | ---------------------- | ----------- |
| 4 de octubre de 2023, 12:00  | Pretoria      | Madagascar  | Bandera de Madagascar  | 1:2       | Bandera de Suazilandia | Suazilandia |
| 4 de octubre de 2023, 15:30  | Pretoria      | Sudáfrica   | Bandera de Sudáfrica   | 3:4       | Bandera de Malaui      | Malaui      |
| 7 de octubre de 2023, 12:00  | Johannesburgo | Malaui      | Bandera de Malaui      | 8:0       | Bandera de Suazilandia | Suazilandia |
| 7 de octubre de 2023, 15:00  | Johannesburgo | Sudáfrica   | Bandera de Sudáfrica   | 3:1       | Bandera de Madagascar  | Madagascar  |
| 10 de octubre de 2023, 15:30 | Johannesburgo | Madagascar  | Bandera de Madagascar  | 1:3       | Bandera de Malaui      | Malaui      |
| 10 de octubre de 2023, 15:30 | Johannesburgo | Suazilandia | Bandera de Suazilandia | 0:3       | Bandera de Sudáfrica   | Sudáfrica   |

### Grupo B
| Pos. | Equipo     | Pts. | PJ | G | E | P | GF | GC | Dif. | Clasificación                                      |
| ---- | ---------- | ---- | -- | - | - | - | -- | -- | ---- | -------------------------------------------------- |
| 1    | Zambia     | 7    | 3  | 2 | 1 | 0 | 8  | 2  | +6   | Clasificado a las Semifinales                      |
| 2    | Mozambique | 7    | 3  | 2 | 1 | 0 | 4  | 1  | +3   | Clasificación a las semifinales como mejor segundo |
| 3    | Angola     | 3    | 3  | 1 | 0 | 2 | 6  | 4  | +2   |                                                    |
| 4    | Comoras    | 0    | 3  | 0 | 0 | 3 | 2  | 13 | −11  |                                                    |

Actualizado a los partidos jugados el 10 de octubre de 2023.
 Fuente: COSAFA
| Fecha                        | Lugar         |            |                       | Resultado |                       |            |
| ---------------------------- | ------------- | ---------- | --------------------- | --------- | --------------------- | ---------- |
| 5 de octubre de 2023, 12:00  | Pretoria      | Angola     | Bandera de Angola     | 5:0       | Bandera de Comoras    | Comoras    |
| 5 de octubre de 2023, 15:30  | Pretoria      | Zambia     | Bandera de Zambia     | 0:0       | Bandera de Mozambique | Mozambique |
| 8 de octubre de 2023, 12:00  | Johannesburgo | Zambia     | Bandera de Zambia     | 3:1       | Bandera de Angola     | Angola     |
| 8 de octubre de 2023, 15:30  | Johannesburgo | Mozambique | Bandera de Mozambique | 3:1       | Bandera de Comoras    | Comoras    |
| 10 de octubre de 2023, 12:00 | Johannesburgo | Comoras    | Bandera de Comoras    | 1:5       | Bandera de Zambia     | Zambia     |
| 10 de octubre de 2023, 12:00 | Johannesburgo | Angola     | Bandera de Angola     | 0:1       | Bandera de Mozambique | Mozambique |

### Grupo C
| Pos. | Equipo   | Pts. | PJ | G | E | P | GF | GC | Dif. | Clasificación                 |
| ---- | -------- | ---- | -- | - | - | - | -- | -- | ---- | ----------------------------- |
| 1    | Zimbabue | 7    | 3  | 2 | 1 | 0 | 4  | 1  | +3   | Clasificado a las Semifinales |
| 2    | Botsuana | 5    | 3  | 1 | 2 | 0 | 5  | 2  | +3   |                               |
| 3    | Namibia  | 4    | 3  | 1 | 1 | 1 | 3  | 3  | 0    |                               |
| 4    | Lesoto   | 0    | 3  | 0 | 0 | 3 | 0  | 6  | −6   |                               |

Actualizado a los partidos jugados el 11 de octubre de 2023.
 Fuente: COSAFA
| Fecha                        | Lugar         |          |                     | Resultado |                     |          |
| ---------------------------- | ------------- | -------- | ------------------- | --------- | ------------------- | -------- |
| 6 de octubre de 2023, 12:00  | Pretoria      | Zimbabue | Bandera de Zimbabue | 1:0       | Bandera de Lesoto   | Lesoto   |
| 6 de octubre de 2023, 15:30  | Pretoria      | Namibia  | Bandera de Namibia  | 1:1       | Bandera de Botsuana | Botsuana |
| 9 de octubre de 2023, 12:00  | Johannesburgo | Botsuana | Bandera de Botsuana | 3:0       | Bandera de Lesoto   | Lesoto   |
| 9 de octubre de 2023, 15:30  | Johannesburgo | Namibia  | Bandera de Namibia  | 0:2       | Bandera de Zimbabue | Zimbabue |
| 11 de octubre de 2023, 15:30 | Johannesburgo | Zimbabue | Bandera de Zimbabue | 1:1       | Bandera de Botsuana | Botsuana |
| 11 de octubre de 2023, 15:30 | Johannesburgo | Lesoto   | Bandera de Lesoto   | 0:2       | Bandera de Namibia  | Namibia  |

### Mejores segundos colocados
| Pos. | Equipo     | Grupo | Pts | PJ | PG | PE | PP | GF | GC | DG |
| ---- | ---------- | ----- | --- | -- | -- | -- | -- | -- | -- | -- |
| 1    | Mozambique | B     | 7   | 3  | 2  | 1  | 0  | 4  | 1  | +3 |
| 2    | Sudáfrica  | A     | 6   | 3  | 2  | 0  | 1  | 9  | 5  | +4 |
| 3    | Botsuana   | C     | 5   | 3  | 1  | 2  | 0  | 5  | 2  | +3 |

## Fase final

### Semifinales
| Fecha                        | Lugar    |        |                   | Resultado |                       |            |
| ---------------------------- | -------- | ------ | ----------------- | --------- | --------------------- | ---------- |
| 13 de octubre de 2023, 12:00 | Pretoria | Zambia | Bandera de Zambia | 1:0       | Bandera de Zimbabue   | Zimbabue   |
| 13 de octubre de 2023, 15:30 | Pretoria | Malaui | Bandera de Malaui | 2:1       | Bandera de Mozambique | Mozambique |

### Tercer lugar
| Fecha                        | Lugar    |            |                       | Resultado |                     |          |
| ---------------------------- | -------- | ---------- | --------------------- | --------- | ------------------- | -------- |
| 15 de octubre de 2023, 12:00 | Pretoria | Mozambique | Bandera de Mozambique | 2:0       | Bandera de Zimbabue | Zimbabue |

### Final
| Fecha                        | Lugar    |        |                   | Resultado |                   |        |
| ---------------------------- | -------- | ------ | ----------------- | --------- | ----------------- | ------ |
| 15 de octubre de 2023, 15:30 | Pretoria | Zambia | Bandera de Zambia | 1:2       | Bandera de Malaui | Malaui |

## Goleadoras
- Actualizo el 15 de octubre de 2023.

| Jugadora           | Selección | Goles |
| ------------------ | --------- | ----- |
| Temwa Chawinga     | Malaui    | 9     |
| Thubelihle Shamase | Sudáfrica | 5     |
| Sarah Jere         | Zambia    | 4     |
| Fridah Kabwe       | Zambia    | 3     |
| Sabinah Thom       | Malaui    | 3     |

## Clasificación general
| Equipo | Equipo      | Pts | PJ | PG | PE | PP | GF | GC | Dif |
| ------ | ----------- | --- | -- | -- | -- | -- | -- | -- | --- |
| 1      | Malaui      | 15  | 5  | 5  | 0  | 0  | 19 | 6  | +13 |
| 2      | Zambia      | 10  | 5  | 3  | 1  | 1  | 10 | 4  | +6  |
| 3      | Mozambique  | 10  | 5  | 3  | 1  | 1  | 7  | 3  | +4  |
| 4      | Zimbabue    | 7   | 5  | 2  | 1  | 2  | 4  | 4  | 0   |
| 5      | Sudáfrica   | 6   | 3  | 2  | 0  | 1  | 9  | 5  | +4  |
| 6      | Botsuana    | 5   | 3  | 1  | 2  | 0  | 5  | 2  | +3  |
| 7      | Namibia     | 4   | 3  | 1  | 1  | 1  | 3  | 3  | 0   |
| 8      | Angola      | 3   | 3  | 1  | 0  | 2  | 6  | 4  | +2  |
| 9      | Suazilandia | 3   | 3  | 1  | 0  | 2  | 2  | 12 | -10 |
| 10     | Madagascar  | 0   | 3  | 0  | 0  | 3  | 3  | 8  | -5  |
| 11     | Lesoto      | 0   | 3  | 0  | 0  | 3  | 0  | 6  | -6  |
| 12     | Comoras     | 0   | 3  | 0  | 0  | 3  | 2  | 13 | -11 |